# Ulrike Maisch
Ulrike Maisch (Stralsund, 21 januari 1977) is een atleet uit Duitsland. Ze was gespecialiseerd op de marathon, met een persoonlijk record van 2:30.01 die ze in 2006 op de Europese kampioenschappen atletiek in 2006 liep. Met deze tijd werd ze tevens Europees kampioene.
Op de Olympische Zomerspelen in 2004 liep Maisch de marathon.
- World Athletics: 14278765